# Maria Zachwatowicz

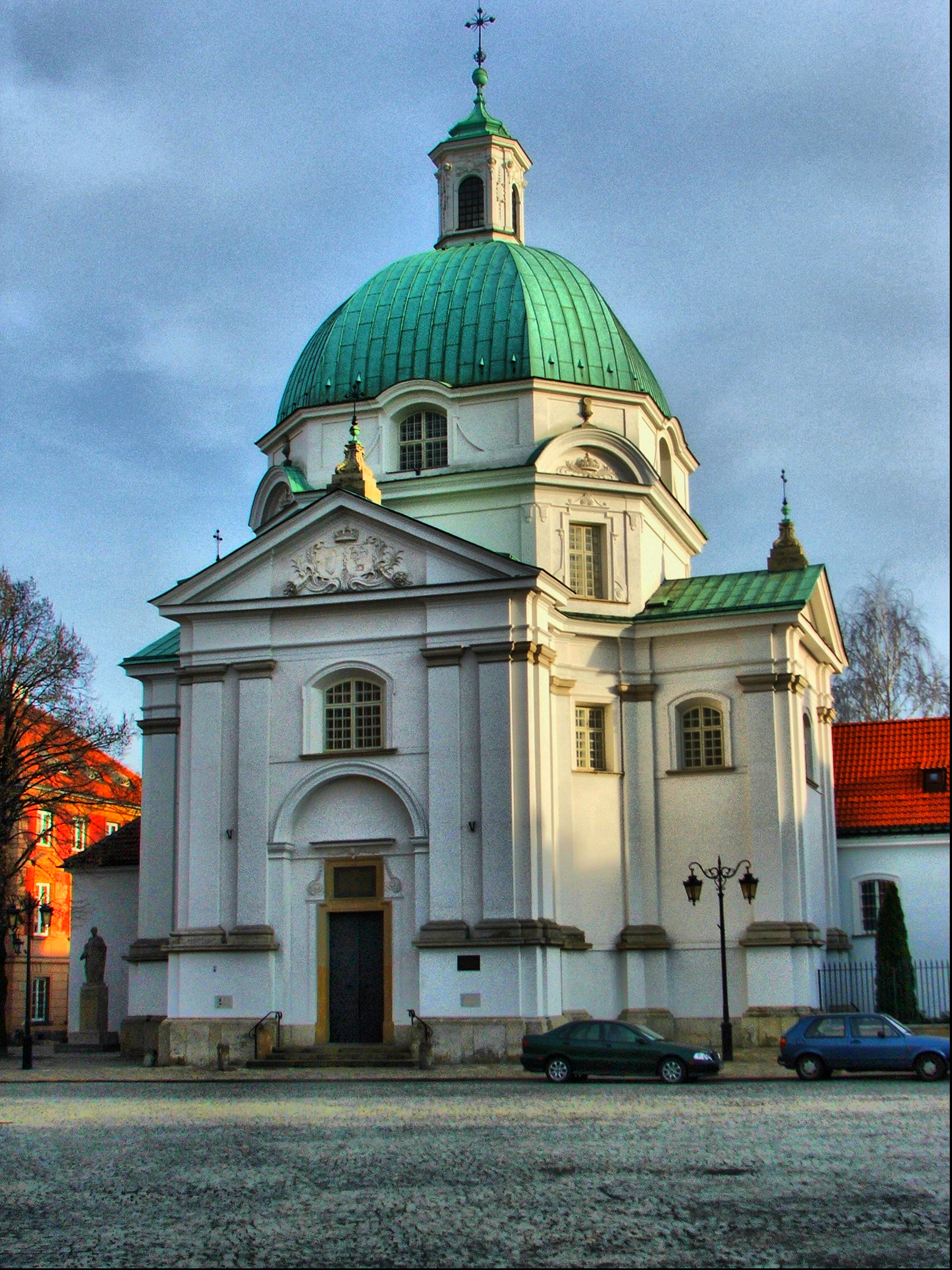
Die unter Maria Zachwatowicz wiederaufgebaute Kasimir-Kirche in Warschau

Maria Zachwatowicz (auch: Maria Chodźko-Zachwatowicz, geb. Chodźko, * 12. März 1902 in Lublin; † 20. Juli 1994 in Warschau) war eine polnische Architektin und Gebäudekonservatorin, die vor allem beim Wiederaufbau Warschaus nach dem Zweiten Weltkrieg wirkte.

## Leben
Ihr Vater war Witold Chodźko (1875–1954), ein polnischer Hochschullehrer und Politiker (Gesundheits- und Sozialminister). Maria Zachwatowicz war die Ehefrau des Architekten Jan Zachwatowicz und die Mutter der Schauspielerin Krystyna Zachwatowicz (Ehefrau des Regisseurs Andrzej Wajda) und der Sängerin Katarzyna Zachwatowicz-Jasieńska (* 1932).
Zachwatowicz studierte an der Architekturfakultät der Technischen Universität Warschau, wo sie 1933 ihren Abschluss erlangte. Sie arbeitete als Architektin im Pracownie Konserwacji Zabytków (deutsch Werkstätten für Denkmalpflege). Die bedeutendsten Objekte, die auf Basis ihrer Entwürfe wieder errichtet wurden, waren die Kirche des Heiligen Kasimirs (polnisch: Kościół pw. św. Kazimierza, ss. Sakramentek) am Marktplatz der Warschauer Neustadt (1947–1952) sowie der ebenfalls in der Neustadt gelegene Sapieha-Palast (1951–1955). Zachwatowicz gehörte zur Architektengruppe, die den Królikarnia-Palast in den 1960er Jahren zum Xawery-Dunikowski-Skulpturmuseum umbaute. Sie war darüber hinaus am Wiederaufbau vieler weiterer Gebäude beteiligt; unter anderen entwarf sie um 1957 die barocken Wohnhäuser in der Ulica Brzozowa 27/29 bei der Kamienne-Schodki am Rande der Warschauer Altstadt.
Im Warschau-Stadtführer „Warszawa kobiet“ (Warschau der Frauen) von Sylwia Chutnik wird sie neben bekannten Frauen wie Maria Skłodowska-Curie, Anna Jagiellonka, Bona Sforza genannt, die mit der Warschauer Geschichte verbunden sind. Vom 10. Juni bis 31. August 2002 fand im Museum der Warschauer Geschichte eine Ausstellung über ihr Werk statt: „Maria Zachwatowicz, architekt - konserwator. W stulecie urodzin“ (Maria Zachwatowicz, Architektin und Konservatorin. Zum 100. Geburtstag). Sie ist auf dem Warschauer Powązki-Friedhof beerdigt.